# 仁寺洞

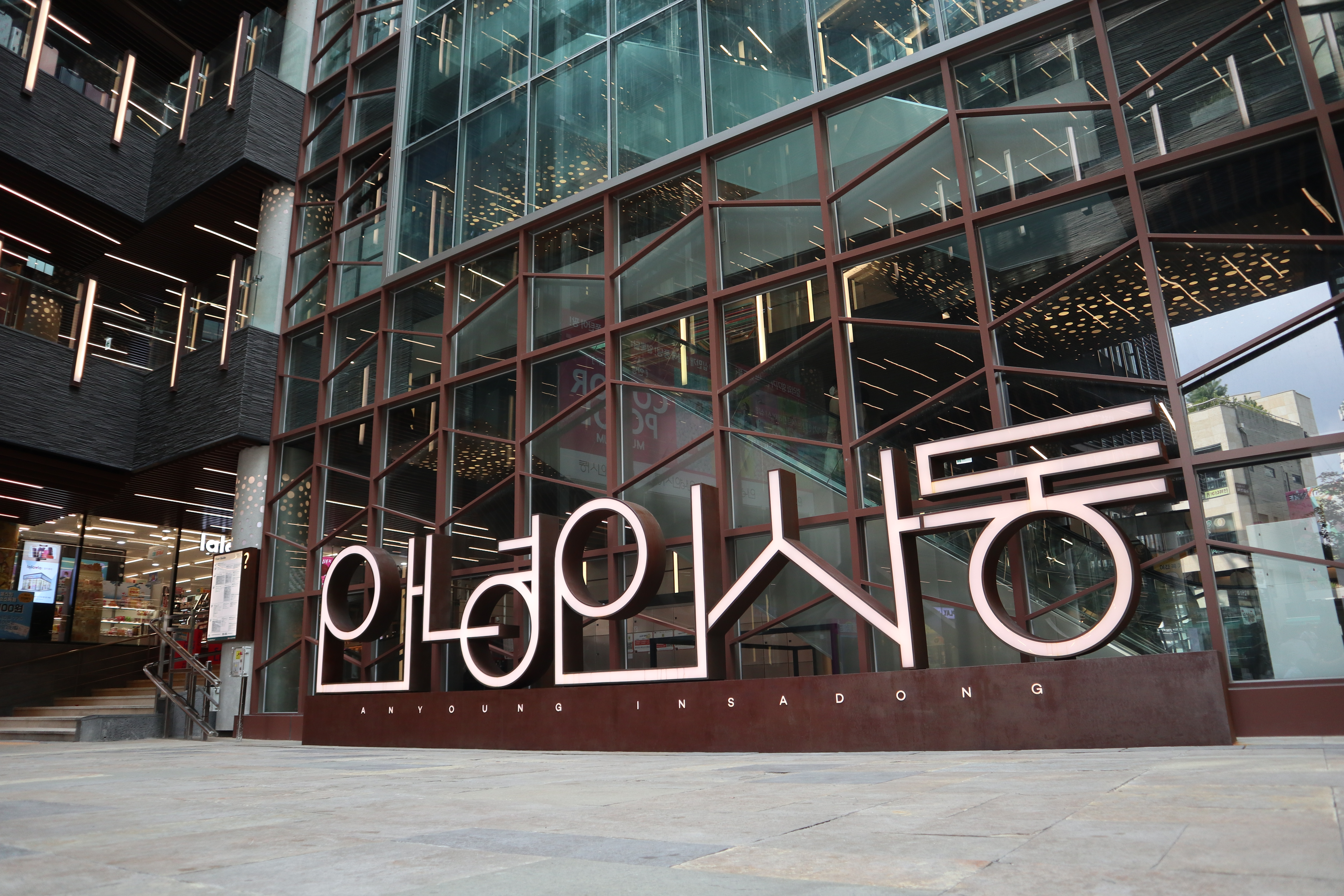
仁寺洞街畫廊、美術館

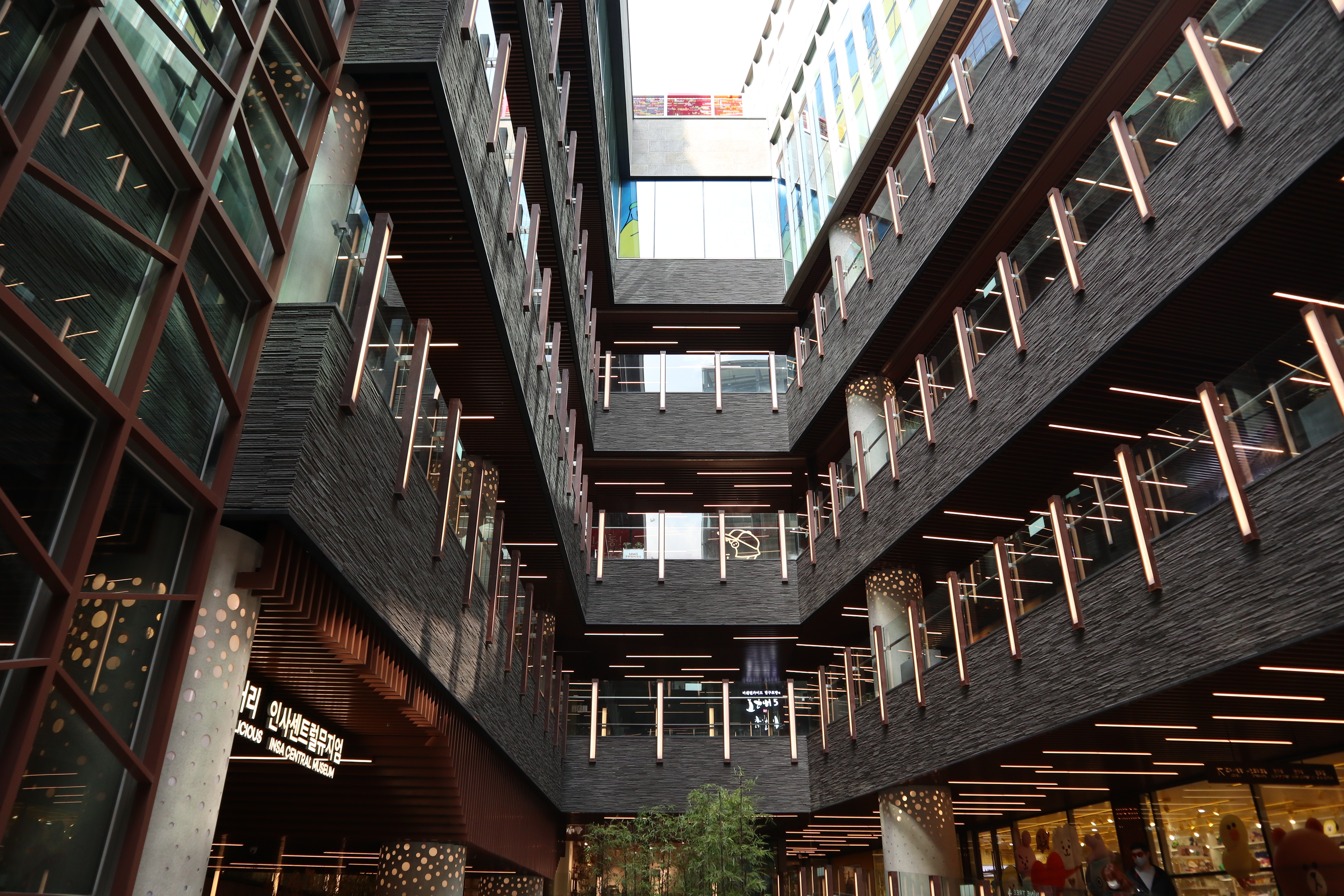
街邊建築內部

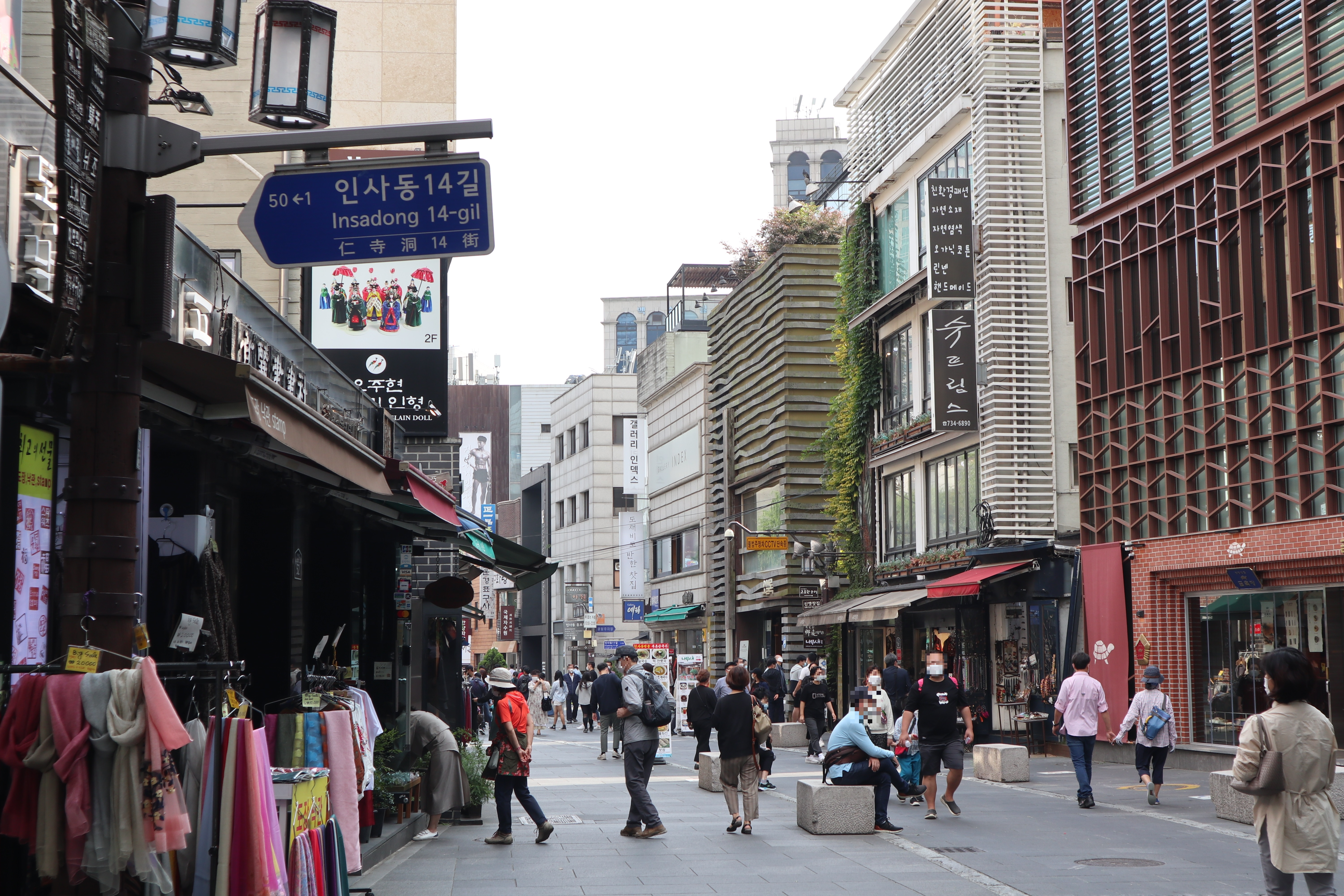
仁寺洞街景

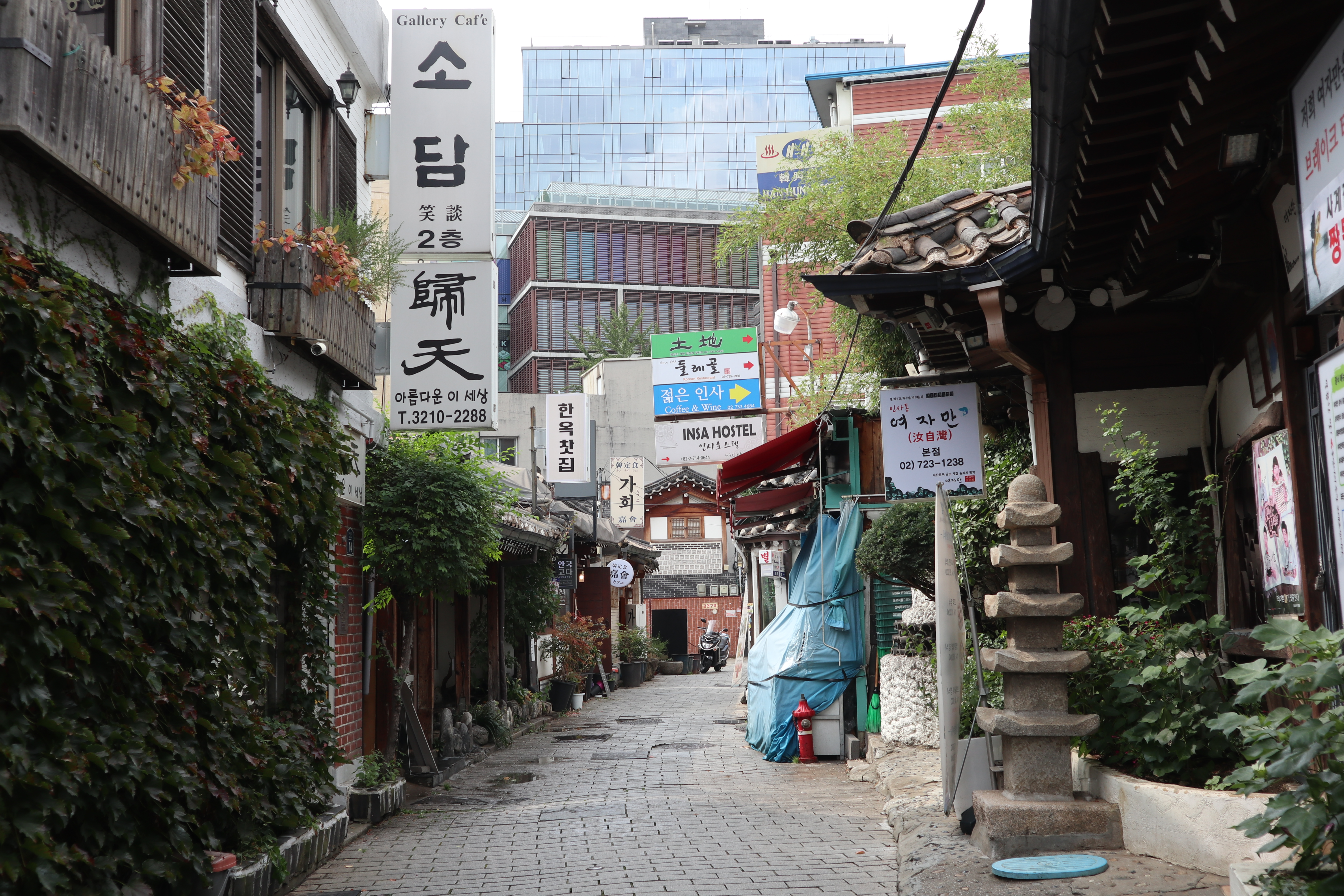
仁寺洞街景

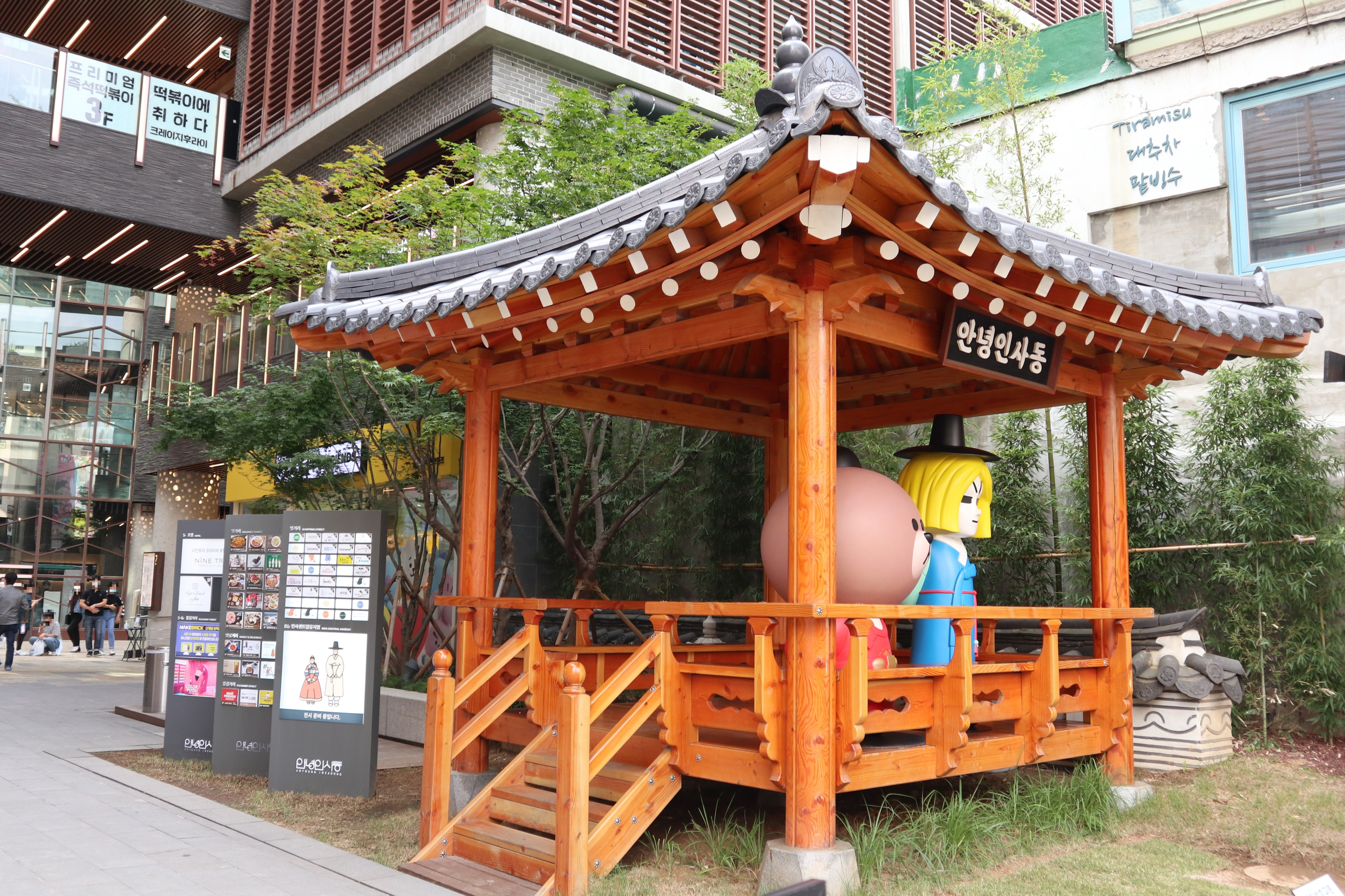
公共藝術

仁寺洞（：／ Insa dong */?）又稱仁寺洞文化街，是韓國首爾市鐘路區一條古老的街道，名字起源朝鮮時代，仁寺洞由寬仁坊和大寺洞兩個地名組合而成。附近有著眾多的畫廊、美術館、古董街，工藝品商店，是韓國著名的文化藝術街。

## 外部連結
- 韓國觀光公社-仁寺洞 （页面存档备份，存于）
- 仁寺洞文化區 （页面存档备份，存于）（英文）